# Comuna Velîkîi Jîtîn
Velîkîi Jîtîn (în ucraineană Великий Житин) este o comună în raionul Rivne, regiunea Rivne, Ucraina, formată din satele Barmakî, Malîi Jîtîn și Velîkîi Jîtîn (reședința).

## Demografie
Componența lingvistică a comunei Velîkîi Jîtîn
     Ucraineană (98,96%)
     Alte limbi (0,96%)
Conform recensământului din 2001, majoritatea populației comunei Velîkîi Jîtîn era vorbitoare de ucraineană (98,96%), existând în minoritate și vorbitori de alte limbi.